# Bank of Cyprus
Bank of Cyprus ou Trápeza Kýprou (en grec : Τράπεζα Κύπρου) est l'une des plus grandes institutions bancaires chypriote. Elle opère sur 140 agences, et est cotée tant sur la Bourse de Chypre que sur la Bourse d'Athènes. 

## Histoire
Elle est notamment l'une des valeurs de l'indice FTSE/Athex 20 de 2006 à 2013. De même depuis 2007, elle est aussi cotée sur le Dow Jones Cyprus Titans 10 Index. Elle est notamment présente, en plus de ces 2 marchés domestiques, en Russie après l'acquisition en 2008 de Uniastrum.
L'un des principaux acteurs de la crise financière chypriote de 2012-2013, elle fusionne en mars 2013 avec la Cyprus Popular Bank, mais doit céder les activités en Grèce de ces deux banques à la Banque du Pirée. Le 29 juillet 2013, les déposants de plus de 100 000€ se font confisquer 47,5 % de leurs avoirs pour renflouer les caisses de la banque.
En octobre 2014, Bank of Cyprus a échoué avec 24 autres banques aux tests de résistances de la banque centrale européenne et de l'autorité bancaire européenne.
En janvier 2018, l'ancien PDG de Bank of Cyprus est reconnu coupable par une cour de justice chypriote de « manipulation de marché ». La banque, en tant qu'entité légale, a également été reconnue coupable d'avoir manqué à ses obligations de transparence sur sa situation financière.